# Phare du port de Brême
Le phare du port de Brême (en allemand : Molenfeuer Überseehafen Süd) ou encore Mäuseturm est un phare actif situé à l'entrée du vieux port de Brême, (Land de Brême), en Allemagne. Il est géré par la WSV de Brême .

## Histoire
Le phare a été mis en service en 1906 dans la zone portuaire de Brême. À l'origine il servait de balise pour le chantier naval Werftinsel. Depuis 1990 il a perdu cette fonction mais reste actif pour l'arrière-port.
Il est classé monument historique depuis 2000, ainsi que le bout de la jetée en pierre.

## Description
Le phare est une tour circulaire en pierre de 12 m de haut, avec une double galerie aux rambardes peintes en vert et une lanterne au toit en cuivre. La tour est en brique non peinte et la lanterne est verte. Son feu fixe émet, à une hauteur focale de 14 m, un feu vert continu. Sa portée est de 9 milles nautiques (environ 17 km).
Identifiant : ARLHS : FED-041 - Amirauté : B1308 - NGA : ..... .
|          |
| Le phare |

|          |
| Le phare |

### Lien connexe
- Liste des phares en Allemagne